# کیتنیتسا
کیتنیتسا (به بلغاری: Kitnitsa) یک منطقهٔ مسکونی در بلغارستان است که در شهرستان آردینو واقع شده‌است.
 کیتنیتسا ۱۱٫۵۸۶ کیلومتر مربع مساحت و ۹۷ نفر جمعیت دارد.